# Kathinka von Deichmann
Kathinka von Deichmann (* 16. Mai 1994 in Vaduz) ist eine liechtensteinische Tennisspielerin.

## Karriere
Von Deichmann, die laut Spielerprofil am liebsten auf Rasenplätzen spielt, begann im Alter von sechs Jahren mit dem Tennissport.
Am 3. November 2012 gewann sie das ITF-Turnier in Coimbra, Portugal, durch einen Zweisatzerfolg im Endspiel gegen Aljona Bolsova Zadoinov. Es war ihr erster Turniersieg bei den Erwachsenen.
Beim Nürnberger Versicherungscup 2014 erhielt sie mit ihrer Doppelpartnerin Yvonne Meusburger eine Wildcard für das Hauptfeld. Sie mussten sich jedoch den späteren Turniersiegerinnen Michaëlla Krajicek und Karolína Plíšková in zwei Sätzen geschlagen geben.
Größere Erfolge feierte sie bei den Spielen der kleinen Staaten von Europa. Dort gewann sie 2009 die Silbermedaille im Doppel und die Bronzemedaille im Einzel, 2011 die Goldmedaille im Doppel sowie 2013 die Silbermedaille im Einzel.
Bei den US Open 2018 qualifizierte sie sich als erster Tennisspieler aus Liechtenstein erstmals für das Hauptfeld eines Grand-Slam-Turniers.

### Fed Cup
Seit 2009 spielt Deichmann für die liechtensteinische Fed-Cup-Mannschaft; von ihren bislang 37 Partien konnte sie 23 gewinnen.

## Turniersiege

### Einzel
| Nr. | Datum              | Turnier             | Kategorie     | Belag             | Finalgegnerin           | Ergebnis       |
| --- | ------------------ | ------------------- | ------------- | ----------------- | ----------------------- | -------------- |
| 1.  | 3. November 2012   | Coimbra             | ITF $10.000   | Hartplatz         | Aliona Bolsova Zadoinov | 6:1, 6:3       |
| 2.  | 19. Januar 2014    | Stuttgart-Stammheim | ITF $10.000   | Hartplatz (Halle) | Julia Terziyska         | 6:4, 6:4       |
| 3.  | 12. Oktober 2014   | Antalya             | ITF $10.000   | Hartplatz         | Kateřina Kramperová     | 6:2, 6:76, 6:4 |
| 4.  | 19. Oktober 2014   | Antalya             | ITF $10.000   | Hartplatz         | Daiana Negreanu         | 4:6, 7:64, 6:4 |
| 5.  | 19. April 2015     | Port El-Kantaoui    | ITF $10.000   | Hartplatz         | Sadafmoch Tolibowa      | 6:3, 6:4       |
| 6.  | 1. November 2015   | Port El-Kantaoui    | ITF $10.000   | Hartplatz         | Jana Sisikowa           | 7:5, 5:7, 6:2  |
| 7.  | 14. Februar 2016   | Sunderland          | ITF $10.000   | Hartplatz (Halle) | Manon Arcangioli        | 6:3, 7:62      |
| 8.  | 20. März 2016      | Gonesse             | ITF $10.000   | Sand (Halle)      | Olga Sáez Larra         | 6:3, 3:6, 6:4  |
| 9.  | 24. Juli 2016      | Bad Waltersdorf     | ITF $10.000   | Sand              | Gabriela Pantůčková     | 7:5, 6:4       |
| 10. | 18. September 2016 | Dobritsch           | ITF $25.000   | Sand              | Isabella Schinikowa     | 6:0, 6:3       |
| 11. | 7. Mai 2017        | Wiesbaden           | ITF $25.000   | Sand              | Petra Martić            | 4:6, 6:4, 7:67 |
| 12. | 29. April 2018     | Wiesbaden           | ITF $25.000   | Sand              | Katarina Sawazka        | 6:3, 6:2       |
| 13. | 20. Mai 2018       | La Bisbal d’Empordà | ITF $25.000+H | Sand              | Sara Sorribes Tormo     | 6:3, 3:6, 6:3  |
| 14. | 27. Oktober 2019   | Nanning             | ITF W25       | Hartplatz         | Anastassija Gassanowa   | 4:6, 7:63, 7:5 |
| 15. | 8. Mai 2022        | Koper               | ITF W60       | Sand              | Andrea Lázaro García    | 3:6, 6:3, 6:2  |

### Doppel
| Nr. | Datum            | Turnier                  | Kategorie   | Belag           | Partnerin         | Finalgegnerinnen                    | Ergebnis         |
| --- | ---------------- | ------------------------ | ----------- | --------------- | ----------------- | ----------------------------------- | ---------------- |
| 01. | 4. März 2013     | Frauenfeld               | ITF $10.000 | Teppich (Halle) | Nina Stadler      | Tayisiya Morderger Yana Morderger   | 6:3, 6:4         |
| 02. | 22. März 2014    | Iraklio                  | ITF $10.000 | Hartplatz       | Petra Uberalová   | Agata Barańska Wiwian Slatanowa     | 7:5, 6:2         |
| 03. | 25. April 2015   | Port El-Kantaoui         | ITF $10.000 | Hartplatz       | Jennifer Claffey  | Eetee Maheta Greta Mokroussowa      | 6:4, 6:2         |
| 04. | 14. Oktober 2016 | Santa Margherita di Pula | ITF $25.000 | Sand            | Camilla Rosatello | Cristiana Ferrando Vivien Juhászová | 6:1, 3:6, [10:6] |

## Abschneiden bei Grand-Slam-Turnieren

### Einzel
| Turnier         | 2017 | 2018 | 2019 | 2020 | 2021 | 2022 | 2023 | 2024 | 2025 | Karriere |
| --------------- | ---- | ---- | ---- | ---- | ---- | ---- | ---- | ---- | ---- | -------- |
| Australian Open | —    | Q1   | Q1   | —    | —    | Q1   | Q1   | —    | Q1   | —        |
| French Open     | —    | Q2   | Q2   | —    | —    | Q2   | Q2   | —    | Q2   | —        |
| Wimbledon       | Q2   | Q2   | —    |      | —    | Q3   | Q1   | —    | Q2   | —        |
| US Open         | Q1   | 1    | —    | —    | —    | —    | —    | Q2   | Q1   | 1        |

Zeichenerklärung: S = Turniersieg; F, HF, VF, AF = Einzug ins Finale / Halbfinale / Viertelfinale / Achtelfinale; 1, 2, 3 = Ausscheiden in der 1. / 2. / 3. Hauptrunde; Q1, Q2, Q3 = Ausscheiden in der 1. / 2. / 3. Qualifikationsrunde; nicht ausgetragen

## Weltranglistenpositionen am Saisonende
| Jahr   | 2012 | 2013 | 2014 | 2015 | 2016 | 2017 | 2018 | 2019 | 2020 | 2021 | 2022 | 2023 | 2024 |
| ------ | ---- | ---- | ---- | ---- | ---- | ---- | ---- | ---- | ---- | ---- | ---- | ---- | ---- |
| Einzel | 929  | 411  | 312  | 410  | 285  | 197  | 157  | 275  | 268  | 324  | 208  | 286  | 174  |
| Doppel | 948  | 462  | 593  | 804  | 442  | 559  | 928  | 466  | 490  | 713  | —    | 1269 | 832  |